# Велика Чернявка
Велика Чернявка — село в Україні, у Квітневій сільській територіальній громаді Житомирського району Житомирської області. Чисельність населення становить 305 осіб (2001). У 1923—63 роках — адміністративний центр колишньої однойменної сільської ради.

## Населення
В середині 19 століття нараховувалося 425 мешканців.
Станом на 1885 рік в селі мешкало 568 осіб, налічувалося 70 дворових господарств.
Відповідно до результатів перепису населення Російської імперії 1897 року, загальна кількість мешканців села становила 789 осіб, з них: православних — 761, чоловіків — 404, жінок — 385.
Наприкінці 19 століття кількість населення становила 877 осіб, з них чоловіків — 455 та 422 жінок, дворів — 148, або 839 мешканців та 143 двори.
Відповідно до результатів перепису населення СРСР, кількість населення, станом на 12 січня 1989 року, становила 447 осіб. Станом на 5 грудня 2001 року, відповідно до перепису населення України, кількість мешканців села становила 305 осіб.

## Історія
Біля села розкопано кургани скіфських часів.
В середині 19 століття — передмістя містечка Романівка Сквирського повіту Київської губернії. У 1862 році було 564 десятини землі. Двома третинами села володів поміщик Григорій Грушецький, третина належала братам Віцентові й Титу Грудзинським.
Станом на 1885 рік — колишнє власницьке сільце Романівської волості Сквирського повіту Київської губернії. Були заїзд, школа, 2 водяні млини.
Наприкінці 19 століття — власницьке сільце Романівської волості Сквирського повіту Київської губернії, лежало над ставом Берново, колишнє передмістя с. Романівки. Відстань до повітового центру, м. Сквира — 30 верст, до волосного центру, міст. Романівка, де розміщувалася також поштова земська станція — 4 версти, до найближчої залізничної станції Попільня — 12 верст, до поштово-телеграфної станції, у с. Попільня — 12 верст. Основним заняттям мешканців було рільництво, крім того, селяни підробляли у Києві та на залізниці. Землі — 1 008 десятин, з них поміщикам належало 499 десятин, селянам — 504 десятини, іншим прошаркам — 4 десятини. Село належало М. Я. Сетгоферу, господарство вів управитель Л. Жюно, застосовувалася трипільна сівозміна. В селі були школа грамоти, водяний та вітровий млини, 2 кузні, хлібна комора.
У 1923 році увійшло до складу новоствореної Великочернявської сільської ради, яка, 7 березня 1923 року, включена до складу новоутвореного Попільнянського району Білоцерківської округи, адміністративний центр ради. 7 січня 1963 року, відповідно до рішення Житомирського облвиконкому № 16 «Про об'єднання та ліквідацію деяких сільських і селищних рад», село підпорядковане Єрчицькій сільській раді Попільнянського району.
10 серпня 2016 року село включене до складу новоствореної Квітневої сільської територіальної громади Попільнянського району Житомирської області. Від 19 липня 2020 року, разом з громадою, в складі новоствореного Житомирського району Житомирської області.

## Відомі люди
- Гордієнко Микола Григорович (нар. 1962) — український державний службовець, Голова Державної фінансової інспекції України (2014—2015).